# Monor (Hungria)
Monor é uma cidade da Hungria, situada no condado de Peste. Tem 46,79 km² de área e sua população em 2019 foi estimada em 18.084 habitantes.